# Mundys
Pour les articles homonymes, voir Mundy (homonymie).
Mundys S.p.A. (anciennement Atlantia S.p.A.) est une société privée italienne opérant dans le secteur des infrastructures autoroutières et aéroportuaires et des services liés à la mobilité. Elle fait partie de la galaxie du Groupe Benetton via la holding Edizione SpA.
Au 31 décembre 2022, la société est présente dans 24 pays avec des services de péage, dans 11 pays pour des concessions d'infrastructures :
- autoroutes (9 125 km) dont 7 846 km par Abertis et 1 509 km par d'autres filiales de Mundys[3]:
  - en Europe :
    -  Italie (236 km),
    -  Espagne (561 km),
    -  France (1 769 km),
    -  Pologne (61 km),
    -  Royaume-Uni ()

  - dans le reste du monde :
    -  Argentine (175 km),
    -  Brésil (4 321 km),
    -  Chili (967 km),
    -  Inde (152 km),
    -  Porto Rico (90 km),
    -  Mexique (1 011 km)
    -  États-Unis (12),
- aéroportuaires : gestion de cinq aéroports : Rome Fiumicino, Rome Ciampino, Nice, Cannes & Saint-Tropez,
- télépéage dans quatorze pays, 9,6 millions d'abonnés Telepass en 2022[3],
- système ITS : solutions de circulation intelligentes dans six cents villes sur quatre continents dont notamment Londres, Miami, Singapour, Bogota, Birmingham & Manchester avec Yunex Traffic[3].

Pour respecter les directives de la Commission Européenne, le groupe italien d'origine Autostrade SpA est privatisé en 1999. Benetton Group, via sa filiale Edizione Holding prend, dans un premier temps, une participation de 30% puis, en 2003 à la suite d'une OPA, porte sa participation à 83,8%. La société est alors renommée Atlantia SpA.
En mai 2021, à la suite de l'écroulement du viaduc de Polcevera de Gênes en 2018, le groupe Benetton doit céder le contrôle du groupe Autostrade per l'Italia à un groupement national italien dirigé par l'organisme bancaire public Cassa Depositi e Prestiti pour 9,1 milliards €.
Le 9 décembre 2022, l'action Atlantia est retirée de la cote de Piazza Affari, la Bourse de Milan.
Le 15 mars 2023, le groupe Atlantia SpA change de dénomination sociale pour devenir Mundys SpA.

## Histoire
En 1950, l'IRI - Istituto per la Ricostruzione Industriale crée la société Autostrade Concessioni e Costruzioni S.p.A., communément appelée simplement "Autostrade SpA".
En 1956, une première convention entre Autostrade SpA et l'ANAS - (la DDE italienne) - est signée pour la construction de la principale artère autoroutière italienne, reliant le nord et le sud, l'Autoroute du Soleil (A1), allant de Milan à Rome et A2 de Rome à Naples. Ce sera le plus grand projet autoroutier du siècle avec la traversée de la chaîne des Apennins. Les travaux ont débuté le 19 mai 1956 avec la pose de la première pierre à San Donato Milanese par le Président de la République Giovanni Gronchi.
En 1963, Autostrade SpA lance la première euro-obligation émise en Europe.
Le 4 octobre 1964, le Président du Conseil Aldo Moro inaugure officiellement l'Autoroute du Soleil, entre Milan et Naples, longue de 754 km comprenant 113 viaducs, 572 ponts, 38 tunnels à 2 tubes et 57 échangeurs.
En 1982, la société est intégrée dans le groupe public Italstat, filiale de l'IRI - Istituto per la Ricostruzione Industriale, holding spécialisée du secteur de l'ingénierie, des grands travaux, des infrastructures et, avec le groupe Autostrade SpA, la gestion du réseau d'autoroutes publiques italiennes de plus de 2 600 km, à l'époque.
En 1987, Autostrade Concessioni e Costruzioni S.p.A. est cotée à la Bourse de Milan (Borsa Italiana Milano S.p.A.), dans le FTSE MIB - équivalent du CAC 40 français.
En 1990, la société introduit le premier système de péage dynamique au monde, le Telepass, qui comptait, en avril 2016, plus de 8 millions d'usagers (50 % du marché européen),
En 1992, Autostrade SpA participe au premier projet d'autoroutes à péage du Royaume-Uni, la M6 Toll de Birmingham, mise en service en 2003. En 1995, Autostrade SpA réalise la première autoroute à péage financée avec des ressources privées aux États-Unis, la Dulles Greenway, en Virginie.
En 1999, pour respecter les directives de la Commission Européenne, l'Etat italien privatise Autostrade SpA. L'IRI vend 30% du capital au groupe Benetton via sa filiale Schéma 28 et le reste en bourse.
En 2002, Autostrade SpA s'adjuge la concession décennale du gouvernement autrichien pour la construction et la gestion du premier système de paiement multilane (plusieurs voies) free-flow (sans arrêt) pour les 2 000 km de routes et d'autoroutes autrichiennes à péage. Les seuls autres cas de multilane existent à Toronto et à Melbourne sur une échelle nettement plus limitée (moins de 100 km). Le système fonctionne depuis le 1er janvier 2004.
En 2003, le groupe Benetton lance une OPA sur la totalité du capital flottant en bourse de Autostrade SpA. La société est alors réorganisée et les activités de gestion autoroutière sont séparées des autres au sein de Autostrade per l'Italia S.p.A., renommée Atlantia S.p.A. le 5 mai 2007.
En 2005, Autostrade per l'Italia SpA est candidate à la privatisation du réseau APRR de l'Est de la France mais son offre est écartée alors qu'elle avait été classée la meilleure et était donnée gagnante. Le groupe s'engage dans un ambitieux programme de diversification géographique de ses activités avec l'acquisition et la construction de plus de 2.000 km d'autoroutes à péage au Brésil, Chili, Inde et Pologne.
En 2007, Atlantia SpA discute d'un rapprochement avec le groupe espagnol Abertis mais le projet n'aboutira pas.
En 2011, Écomouv', filiale française d'Autostrade per l'Italia SpA, créée pour la circonstance, remporte l'appel d'offres d’État pour assurer la gestion de l'écotaxe, décidée en 2007, qui devait taxer les poids lourds de plus de 3,5 tonnes circulant sur certains tronçons du réseau routier français. Elle devait entrer en vigueur le 1er janvier 2014, mais elle a été suspendue en novembre 2016 par la ministre Ségolène Royal avec indemnisation de la société et pénalités de retrait.
En 1er décembre 2013, mise en vigueur d'un accord de fusion-absorption de la société Gemina SpA dans Atlantia SpA. Gemina était notamment l'actionnaire majoritaire de la société A.D.R. - Aeroporti di Roma SpA. La présence du groupe dans ce secteur d'activité s'est renforcée en 2016 avec le rachat en France d'Aéroports de la Côte d'Azur (ACA), deuxième société aéroportuaire française qui contrôle les aéroports de Nice-Côte d'Azur, de Cannes - Mandelieu et de La Môle - Saint-Tropez.
En mai 2017, Atlantia SpA annonce le lancement d'une OPA sur Abertis de 16,341 milliards d’euros ,. En octobre 2017, Hochtief annonce une contre-offre d'acquisition sur Abertis pour 17,1 milliards d'euros, surenchérissant sur l'offre d'Atlantia. En mars 2018, ACS, via sa filiale Hochtief annonce acquérir Abertis en coopération avec Atlantia, à la suite d'une bataille financière entre ACS et Atlantia,. Atlantia SpA intègre Abertis dans son groupe en détenant 50% des actions plus une et fait d'Abertis sa filiale gestionnaire d'autoroutes dans le monde aux côtés d'Autostrade per l'Italia en Italie.
En mars 2018, Atlantia SpA devient le premier actionnaire de Getlink en rachetant la participation de 15,49 % détenue par Goldman Sachs et ses 26,66 % de droits de votes, pour environ 1 milliard d'euros.
En 14 août 2018, Atlantia doit faire face à la catastrophe du viaduc autoroutier de Polcevera ou Pont Morandi à Gênes, construit au milieu des années 1960 dont la société a hérité de la gestion. La travée la plus longue à haubans en béton précontraint a subi un effondrement qui a causé la mort de 43 personnes. Le gouvernement italien, après enquête sur les causes de l'accident et des éventuelles responsabilités a envisagé des sanctions pouvant aller jusqu'à la possible annulation des concessions des autoroutes italiennes.
En octobre 2019, Atlantia SpA annonce l'acquisition pour 1,5 milliard d'euros d'une participation de 70 % dans Red de Carreteras de Occidente, une entreprise mexicaine.
En octobre 2020, Atlantia annonce la cession de 49 % de sa filiale Telepass, au fonds d'investissement Partners Group, pour environ 1 milliard d'euros.
Compromise depuis l’effondrement du pont Morandi de Gênes en 2018, Atlantia décide en avril 2021 de céder sa participation de 88,06 % dans sa filiale, le concessionnaire autoroutier Autostrade per l'Italia pour 7,9 milliards d’euros.

### Offre publique d'achat et retrait de la cote
Au début du mois d'avril 2022, le financier espagnol Florentino Pérez, actionnaire (50% moins une action) d'Abertis aidé des deux fonds d'investissement privés Global Infrastructure Partners et Brookfield Infrastructure, lancent une offre publique d'achat (OPA) sur Atlantia SpA. Afin de préserver l'intégrité du groupe et son identité italienne, la famille Benetton, avec le fonds américain Blackstone, annoncent une contre-offre défensive mi-avril, afin de sauvegarder le groupe d'éventuelles offensives financières, telles que celle promue par Perez.
L'offre publique d'achat d'Atlantia SpA, d'un montant de 19 milliards d'euros, a été effectivement lancée le 10 octobre 2022 au prix de 23 euros par action. L'opération a été lancée par Schema Alfa, une entité ad hoc contrôlée par Schemaquarantadue S.p.A., elle-même détenue à 65% par la société holding Edizione SpA (présidée par Alessandro Benetton) et à 35% par le fonds américain de capital-investissement Blackstone, sur la totalité des actions d'Atlantia SpA en circulation, soit 66,90% du capital, à l'exception des 33,10% détenus par la holding Edizione SpA. L'opération a été finalisée en novembre 2022, avec une détention, par Schema Alfa de 95,933% d'Atlantia SpA, hors actions d'autocontrôle.
La nouvelle structure de l'actionnariat de la société Atlantia SpA est donc composée d'Edizione Holding SpA (Groupe Benetton) avec 57%, Blackstone 37,8% (par l'intermédiaire de 2 fonds ouverts) et la Fondazione CRT 5,2%.
Le 9 décembre 2022, Atlantia SpA est retiré de Piazza Affari (la Bourse de Milan), après 35 ans, rendant ainsi définitif le retrait de la société de la cote de la bourse italienne.

## Composition du groupe Mundys

### Actionnariat
La structure de l'actionnariat de la société est la suivante:
- Edizione S.p.A. (à travers la holding Sintonia S.p.A) Groupe Benetton : 57 %.
- Blackstone : 37,8 %
- Fondazione Cassa di Risparmio di Torino (it) : 5,2 %[21].

### Sociétés du groupe
- Abertis HoldCo SA (50% + 1)
- Aeroporti di Roma S.p.A. (99,%)
- SPEA Enguineering SpA
- Telepass S.p.A. (51%)
- Yunex Traffic GmbH (100%)
- Aéroport de Bologne (29,38%)[22]
- Aéroports de la Côte d'Azur Nice, Cannes & St Tropez (64%)
- SANEF (100%)

### Principales participations non-financières
- Getlink (Eurotunnel) - Paris (15,49%)